# (7900) Portule
(7900) Portule est un astéroïde de la ceinture principale.

## Description
(7900) Portule est un astéroïde de la ceinture principale. Il fut découvert le 14 février 1996 à Cima Ekar par Ulisse Munari et Maura Tombelli. Il présente une orbite caractérisée par un demi-grand axe de 2,27 UA, une excentricité de 0,14 et une inclinaison de 4,2° par rapport à l'écliptique.

## Compléments